# Equenèids
Els equenèids (Echeneidae) són una família de peixos de l'ordre dels perciformes.
Aquesta és la família dels peixos anomenats rèmora, peixos famosos presents ja en la literatura clàssica, mencionats per Aristòtil, per Plini, Claudi Elià i Ovidi.

## Característiques

### Morfologia
Tenen el cos allargat, portant al cap aixafat un característic "disc de succió", que porta entre 10 i 28 làmines transversals mòbils que els permet aferrar-se amb força a la pell d'un altre animal gran, les aletes no presenten espines, no tenint bufeta natatòria direccional.
La rèmora té un cos allargat cobert de petites escates i creix de 30 cm a 1,10 metres de llarg. El seu cap és aplanat i porta l'òrgan de succió format a partir de la primera part de l'aleta dorsal amb raigs durs a la part superior. L'òrgan de succió consta de 10 a 28 làmines mòbils envoltades per una vora carnosa, formant-se ja en peixos juvenils de 27 mm de longitud. La mandíbula inferior és més llarga que la superior. Les aletes dorsal i anal s'enfronten simètricament i estan sostingudes per 18-45 radis d'aleta. No tenen raigs durs. El nombre de radis branquiostegals és de vuit a onze, el nombre de vèrtebres de 26 a 41.

### Mutualisme

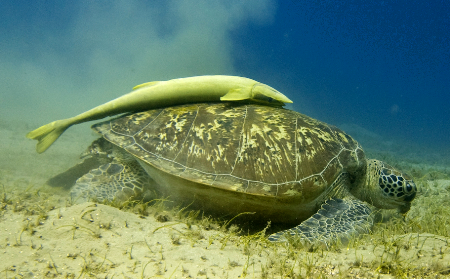
Rèmora fixada a una tortuga careta.

Mala nedadora, la rèmora utilitza altres peixos més grans -el seu company favorit és el tauró- cetacis, tortugues marines o fins i tot embarcacions lligant-se a ells mitjançant el poderós disc d'adherència del seu cap, que substitueix a la seva aleta dorsal. Així, es passen la major part de la seva vida aferrats a un animal hoste, vivint en una relació de forèsia de tipus probablement mutualista, ja que la rèmora pot moure's sobre l'hoste, eliminant ectoparàsits i escates de pell soltes, alhora que es beneficia de la protecció proporcionada per l'hoste i del flux constant d'aigua a través de les brànquies del seu hoste.
Tot i que es creia que les rèmores s'alimentaven de partícules dels àpats de l'amfitrió, s'ha demostrat que això era fals; en realitat, les seves dietes es componen principalment de femta de l'hoste.

## Hàbitat
Les rèmores són tropicals que habiten en oceans oberts, però de tant en tant es troben en climes temperats o aigües costaneres si s'han unit a peixos grans que s'han endinsat per aquestes zones. Al mig de l'oceà Atlàntic, la posta sol tenir lloc al juny i al juliol; al Mar Mediterrani, es produeix a l'agost i setembre. El disc xuclador comença a mostrar-se quan els peixos joves fan un centímetre de llarg. Quan la rèmora arriba a uns 3 cm, el disc està totalment format i la rèmora ja es pot unir a altres animals.

## Interaccions amb els pescadors i llegendes

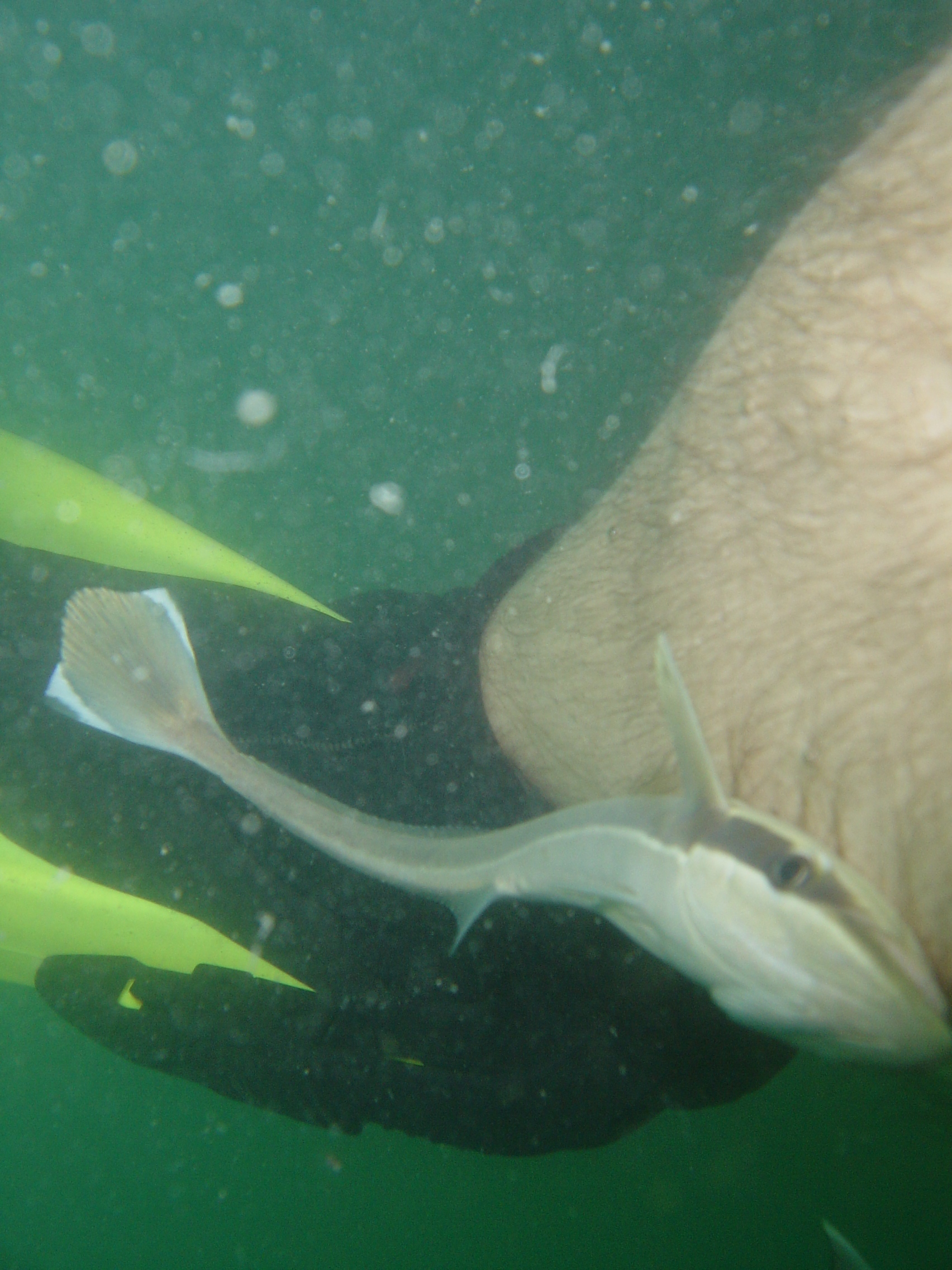
Algunes rèmores, com aquesta Echeneis naucrates, es poden unir als bussejadors.

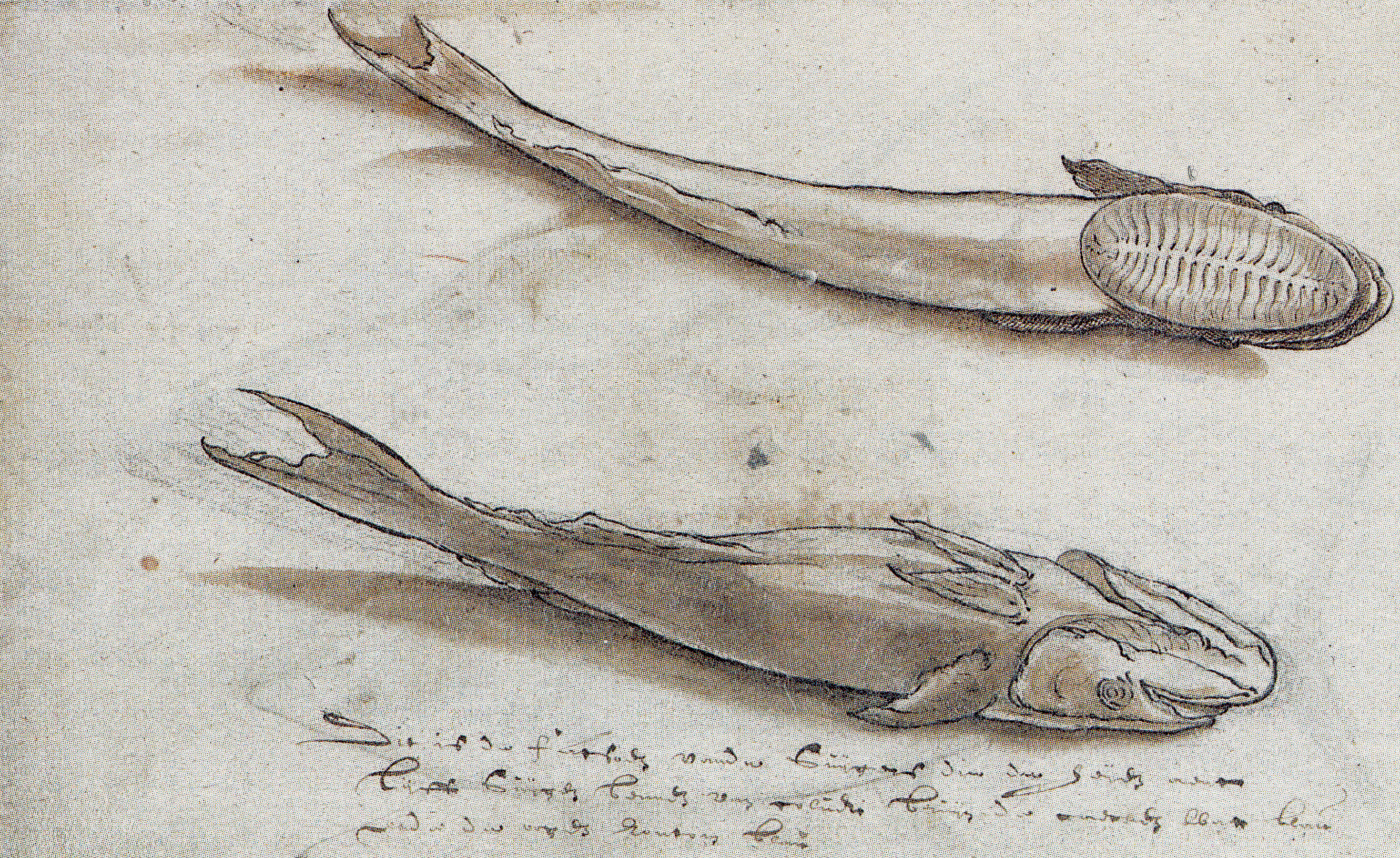
Il·lustració històrica de principis del.

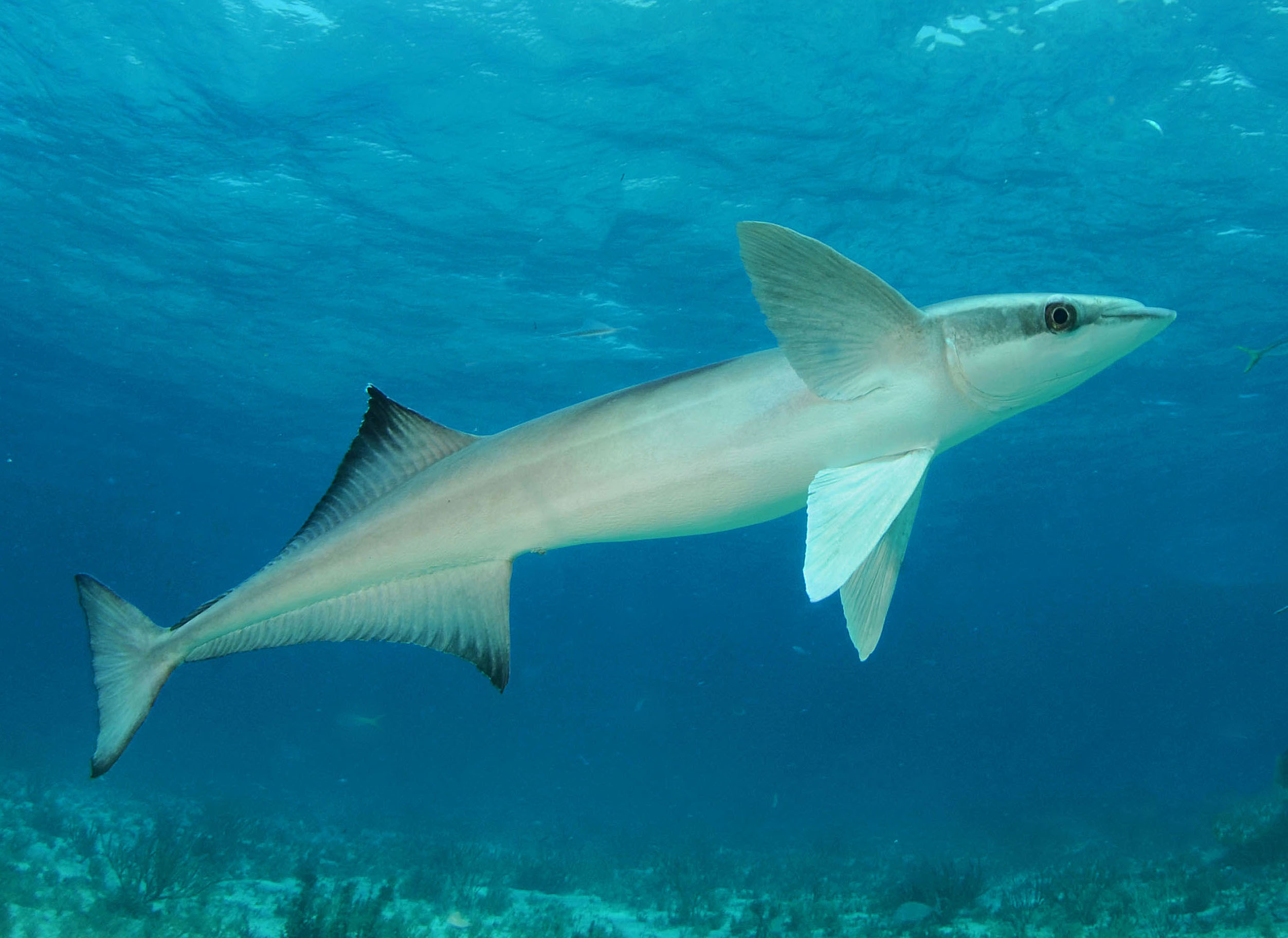
Rèmora característica.

Les rèmores són utilitzades per pescadors: enganxen una corda a la cua del peix i esperen que s'enganxi amb seguretat a la closca d'una tortuga. D'aquesta manera, els pescadors poden capturar tortugues grans. Aquesta pràctica s'ha informat a tot l'Oceà Índic, especialment des de l'est d'Àfrica prop de Zanzíbar i Moçambic, i del nord d'Austràlia prop de Cap York i Estret de Torres.
La rèmora va ser objecte, durant l'Antiguitat i fins al segle xvii, d'una llegenda meravellosa: es creia capaç d'immobilitzar vaixells quan hi estava enganxada. Aquesta llegenda va ser objecte d'una síntesi al segle xvi de l'estudiós alemany Gaspar Schott.
L'etimologia del terme grec "echenéis" (d'echein: aguantar, retenir i naos: barca) dona lloc a dues interpretacions, una racional, l'altra fabulosa: "el que s'aferra a la barca" o "el que aguanta el vaixell". Aristòtil a la seva Història dels animals (L. II) i Plini el Vell a la seva Naturalis Historia descriu aquest peix. Ovidi també el menciona. La llegenda de la rèmora creix principalment a partir de segle i aC, i s'estén durant l'edat mitjana.
Durant el Renaixement, es va convertir en un símbol alquímic (un dels símbols alquímics del fred, i és convocat pels seus poders d'immobilització), i també es confon sovint amb el dofí (Conrad Gesner, Pierre Belon i Ulysse Aldrovandi).
Trobem nombrosos emblemes al segle xvi que representen aquest peix i Guillaume Rondelet a la seva Histoire entière des poissons, també subratlla la diversitat de les seves formes i dels seus noms. Cyrano de Bergerac, en els seus Histoire comique des États et empires du Soleil, representa la batalla entre la remora (l'animal del glaç) i la salamandra (l'animal del foc). Va ser amb Linnaeus que la rèmora va perdre definitivament el seu caràcter llegendari i les seves propietats alquímiques.

## Gèneres i espècies
- Echeneis Linnaeus, 1758
  - Echeneis naucrates Linnaeus, 1758 rèmora de banda negra
  - Echeneis neucratoides Zuiew, 1786 - rèmora blanca
- Phtheirichthys Gill, 1862
  - Phtheirichthys lineatus Menzies, 1791 - rèmora minça
- Remora Gill, 1862
  - Remora australis Bennett, 1840 - rèmora austral
  - Remora brachyptera Lowe, 1839
  - Remora osteochir Cuvier, 1829 - rèmora grisa
  - Remora remora Linnaeus, 1758 - rèmora comuna
- Remorina Jordan et Evermann, 1896
  - Remorina albescens Temminck & Schlegel, 1850 - rèmora blanquinosa

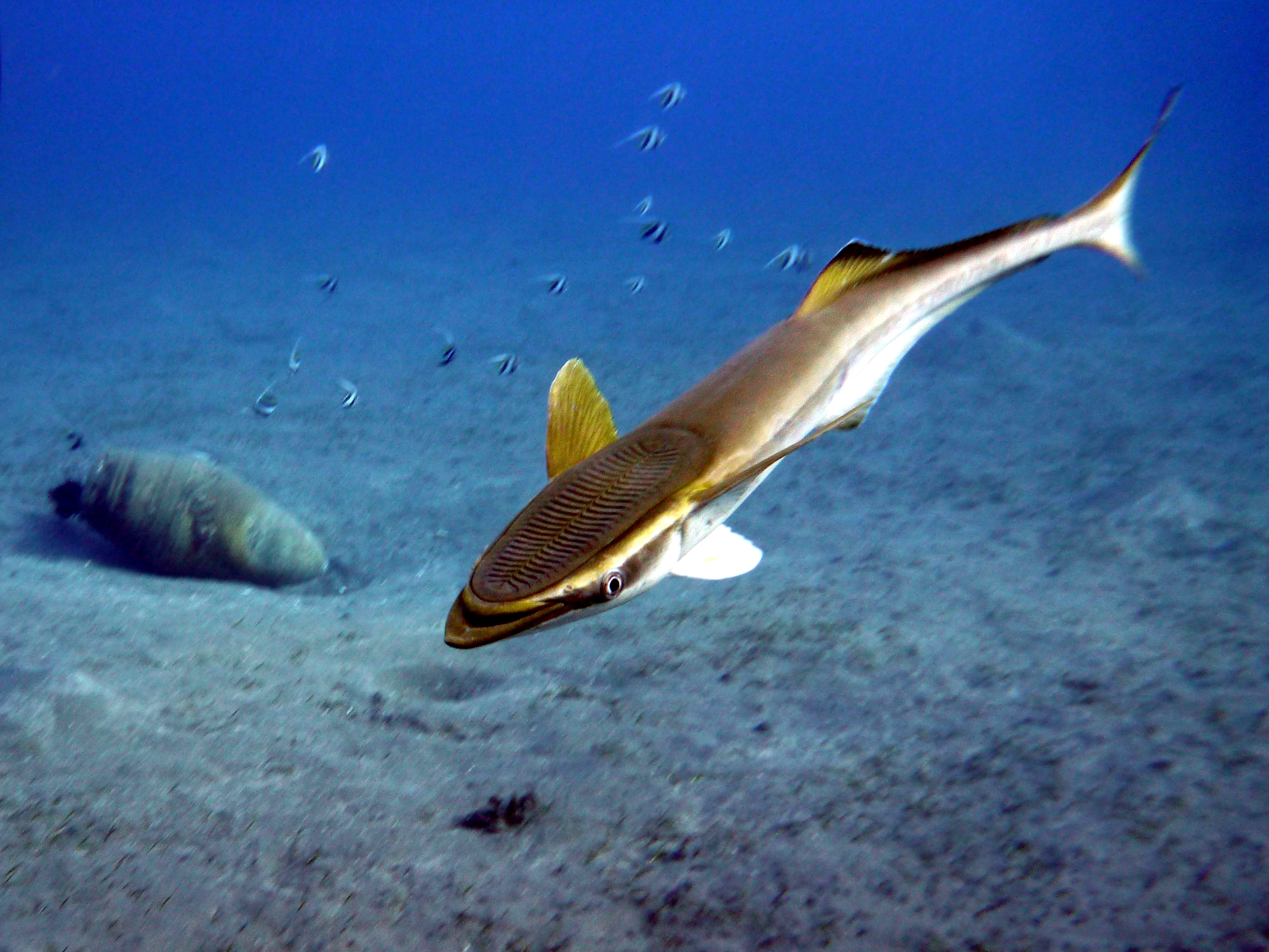
Echeneis naucrates
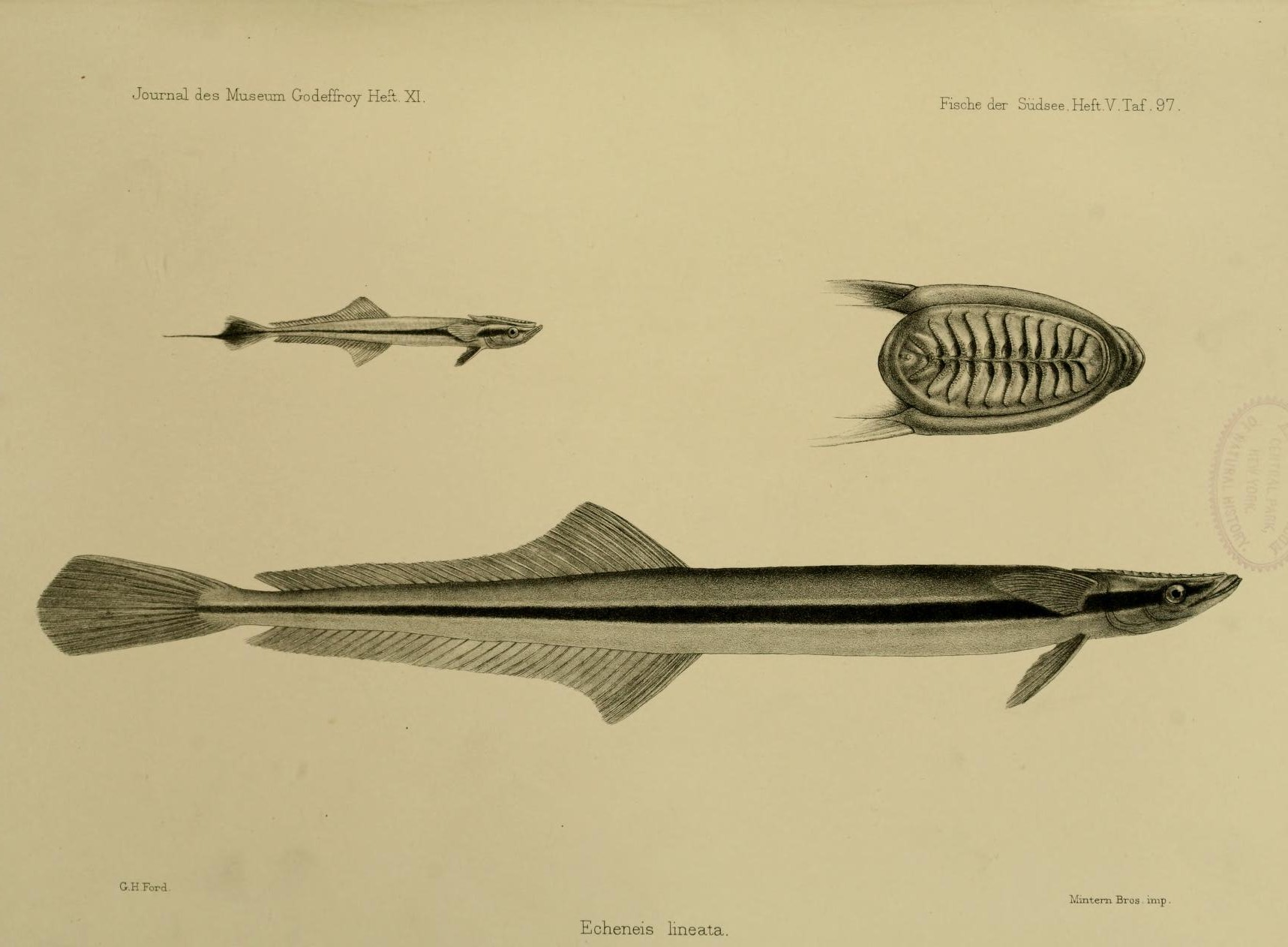
Phtheirichthys lineatus
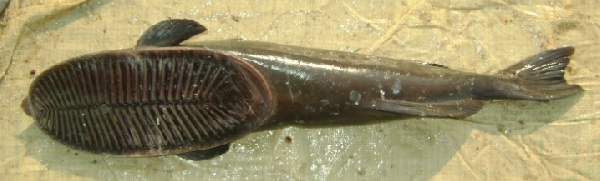
Remora australis
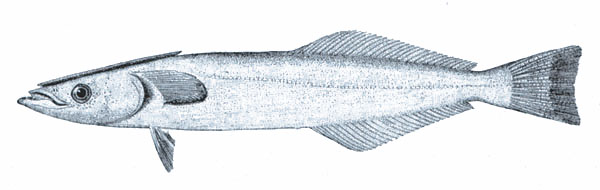
Remora brachyptera
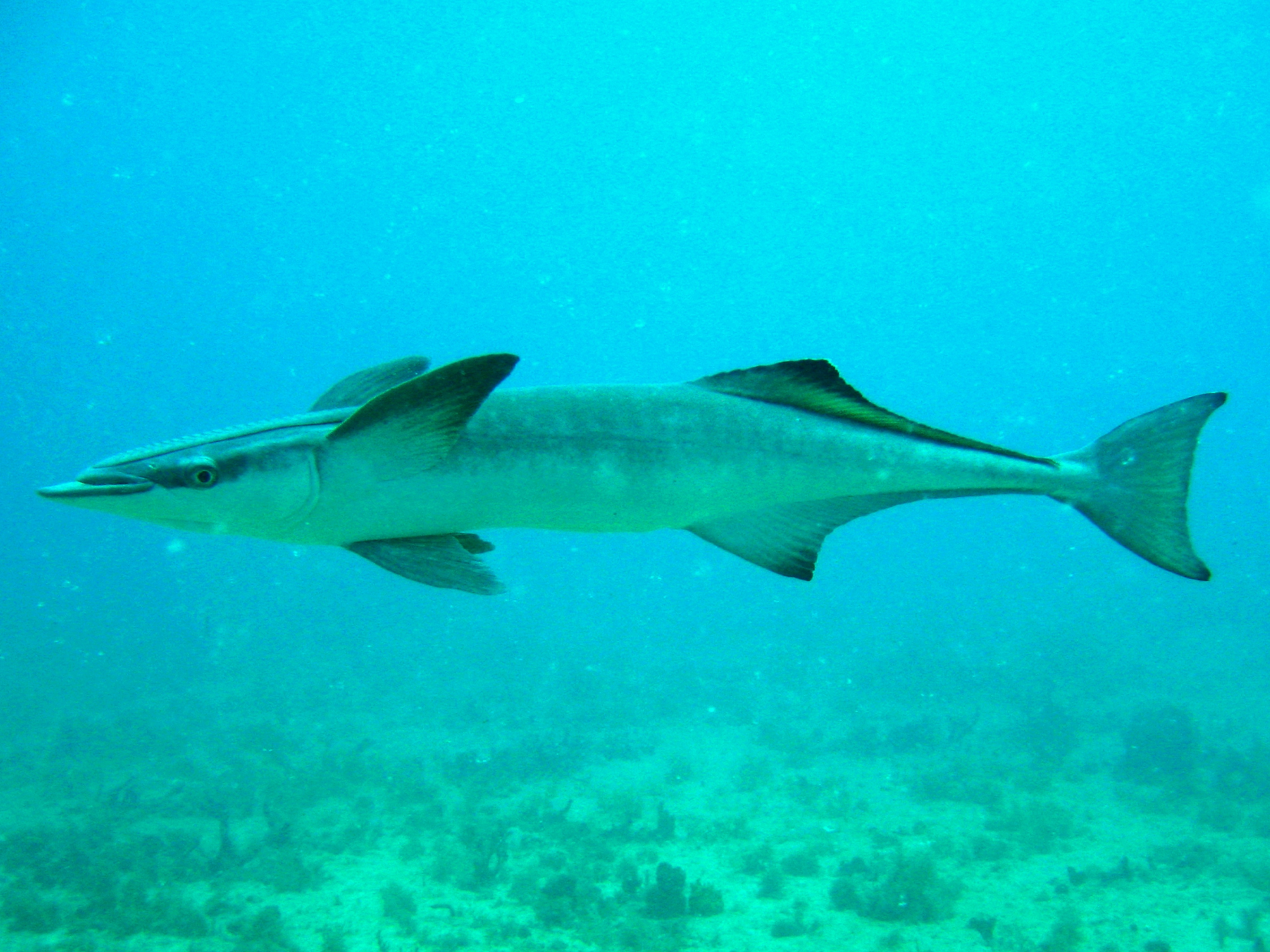
Remora remora